# الاتصالات السلكية واللاسلكية في هندوراس
الاتصالات السلكية واللاسلكية في هندوراس وانطلقت في عام 1876 حينما تم وضع التلغراف الأول، في حين استمر تحسين الهاتف في عام 1891، وأيضاً الراديو وذلك عام 1928، والتلفزيون في عام 1959، والإنترنت في بدايات التسعينيات، والهواتف المحمولة وكان ذلك عام 1996.

## الإذاعة
- محطة الاذاعة: محطة هندوراس هي شبكة الإذاعة الوحيدة التابعة للحكومة.  وما يعادل من300 محطة إذاعية تابعة للقطاع الخاص (2007).
- المحطات:ووصل عددها إلى 2.45 مليون محطه في عام (1997)

كانت أولى المحطاة الإذاعية في هندوراس وهي Tropical Radio ، والتي تم اطلاقها في عام 1928.

## التلفاز
- محطات التلفاز: شبكات تلفزيونية ذات خطوط أرضية متعددة تابعة للقطاع الخاص، ومزودة بشبكات تلفزيون كبلية متعددة (2007).[2]
- أجهزة التلفزيون: وصل عددها إلى مايقارب 570,000 تلفاز في عام (1997).

يتضمن التلفاز في هندوراس على القنوات المحلية والأجنبية، تنشرعادة باستخدام اسلاك التلفاز.
استندت Comisión Nacional de Telecomunicaciones (CONATEL) على معيار ATSC للإرسال إشارة التلفاز الرقمي والأرضي في ينايرعام 2007. وتم إنشاء أولى محطاة التلفاز الرقمية عالية الوضوح، CampusTv ، كتبة بواسطة جامعة سان بيدرو سولا .

## الهواتف
- رمز الاتصال: +504[2]
- أولى المكالمات الدولية:00[4]
- الخطوط الرئيسية: وهناك 610.000 خط يتم استخدامه، وهو في المركز 91 على العالم في (2012).
- الهاتف المحمول: وهناك 7.4 مليون خط، في حين أنه بالمركز 93 في العالم وذلك عام (2012).
- نظام الهاتف: واعداد اتصالات الخطوط الثابتة تتصاعد ولكنها لا تزال محدودة؛  وتساعد المنافسة الكثير من مقدمي الخدمات الخلوية المتنقلة في زيادة عدد المشتركين بشكل واضح؛   ومن بداية عام 2003، سمح المطلقون الفرعيون من القطاع الخاص بتوفير الخطوط الثابتة وذلك من أجل زيادة نطاق الهاتف مما يساعد في زيادة لاتكاد تذكر في كثافة الهوات الثابتة؛  ويبلغ عدد المشتركين في الهواتف المتنقلة من 100 هاتف لكل 100 شخص تقريبًا؛  في حين انه متصل في أمريكا الوسطى بنظام الميكروويف وكان ذلك في (2011)،[2] وهو بحد ذاته نظام ترحيل راديو ميكروويف ترحيل راديو ميكروويف جذع يرتبط فيه البلدان أمريكا والمكسيك ببعضها البعض.[5]
- المحطات الأرضية والاقمار الصناعية: 2 Intelsat (المحيط الأطلسي).[2]
- خطوط الاتصالات: نقطة هبوط لكل من:
- نظام الحلقة البصرية الكاريبي لكل من الأمريكتين (ARCOS-1) الذي يجمع الولايات المتحدة والمكسيك وبليز وغواتيمالا وهندوراس ونيكاراغوا وكوستاريكا وبنما وكولومبيا وفنزويلا وجزر الأنتيل الهولندية وبورتوريكو وجمهورية الدومينيكان وجزر تركس وكايكوس ، و  جزر البهاما ، و
- يجمع MAYA-1 الولايات المتحدة والمكسيك وجزر كايمان وهندوراس وكوستاريكا وبنما وكولومبيا.

أنشأت شركة Hondutel في عام 1976، وهي شركة اتصالات للدولة في هندوراس. بدأت الشركة الخلوية الأولى في هندوراس، Celtel (now Tigo)، عملياتها في عام 1996. بدأت Megatel (now Claro) في عام 2001، Honducel في عام 2007، و Digicel (now América Móvil) في عام 2008.

## إنترنت
- نطاق المستوى الأعلى: .hn [2]
- مستخدمو الإنترنت: 1.5 مليون مستخدم، المرتبة 105 على مستوى العالم؛ 18.1 ٪ من السكان، 147 في العالم (2012).[6][7]
- النطاق العريض الثابت: 64216 اشتراكًا، يحتل المرتبة 108 في العالم؛ 0.8 ٪ من السكان، 144 في العالم (2012).[8]
- النطاق العريض اللاسلكي: 347.217، المرتبة 103 في العالم؛ 4.2 ٪ من السكان، 115 في العالم (2012).[9]
- مضيفو الإنترنت: 30955 مضيفًا، المركز 107 في العالم (2012).
- IPv4 : 143,616 عنوانًا مخصصًا، أقل من 0.05٪ من الإجمالي العالمي، 17.3 عنوانًا لكل 1000 شخص (2012).[10][11]
- مزودو خدمة الإنترنت: 100+ ISPs (2005).[بحاجة لمصدر]

بدأ استخدام الإنترنت في هندوراس في عام 1990 وهو منتشر في جميع أنحاء المنشئات السكانية الرئيسية.وأيضا كان الوصول إلى الإنترنت واسع النطاق منتشر. في حين أن جميع وسائل الاتصال موجودة على الإنترنت.[بحاجة لمصدر]
Hondutel وهو توفير خدمة الاشتراك في الإنترنت عبر الهاتف.[بحاجة لمصدر]

### الرقابة على الإنترنت والاشراف
لم تفرض الحكومة قيود للوصول إلى الإنترنت أو تقارير ذات مصداقية تفيد بأن الحكومة تراقب أو تشرف البريد الإلكتروني أو الرسائل الخاصة على الإنترنت الا بوجود إشراف قضائي. حيث ينص الدستور والقوانين على حرية التعبير والصحافة، وتحترم الحكومة بشكل عام هذه الحقوق في ممارسة هذة العملية. ويحظر الدستور والقانون بشكل عام التدخل أو التسلط على الخصوصية أو الأسرة أو المنزل أو الدردشات.
لقي أربعة صحفيين مصرعهم خلال عام 2012 ومقارنة بخمسة في عام 2011. واصلت التقارير التابعة لمضايقة الصحفيين والمتصلين في النشاط الاجتماعي (أشخاص غير صحفيين، ولكنهم مدونين أو يقومون بالتواصل مع القطاعات الخاصة) في الارتفاع. وكما صدرت تقارير متعددة عن تهديد أعضاء وسائل الإعلام وعائلاتهم. والإساءة إلى المسؤولون الحكوميون في جميع المرتبات بالعنف والتهديد والفتك بأعضاء وسائل الإعلام والمتصلين في النشاط الاجتماعي. وكان ذلك عام 2012، حيث أدت جهود وحدة الضحايا الخاصة (SVU) والتي أنشأت في يناير 2011 وذلك للتصدي لجرائم الفتك التي تحدث للمجتمعات الضعيفة، بما في ذلك الصحفيين، إلى سبعة اعتقالات ومقاضاة واحدة في قضايا قتل الصحفيين والمتصلين في النشاط الاجتماعي. وأعلن أعضاء في وسائل الإعلام والمنظمات الخاصة أن الصحافة «تقوم بالرقابة الذاتية» خوفا من انتقام الجريمة المنظمة.

## روابط خارجية
- NIC.hn ، التسجيل في مجال.hn.